# Tantallon
Tantallon es un pueblo canadiense situado en la provincia de Saskatchewan.

## Superficie
Tantallon tiene una superficie de 0,84 km².

## Demografía
En 2021, tenía 84 habitantes, una densidad poblacional de 99,6 hab./km², y 51 viviendas.